# Luca Pfaff

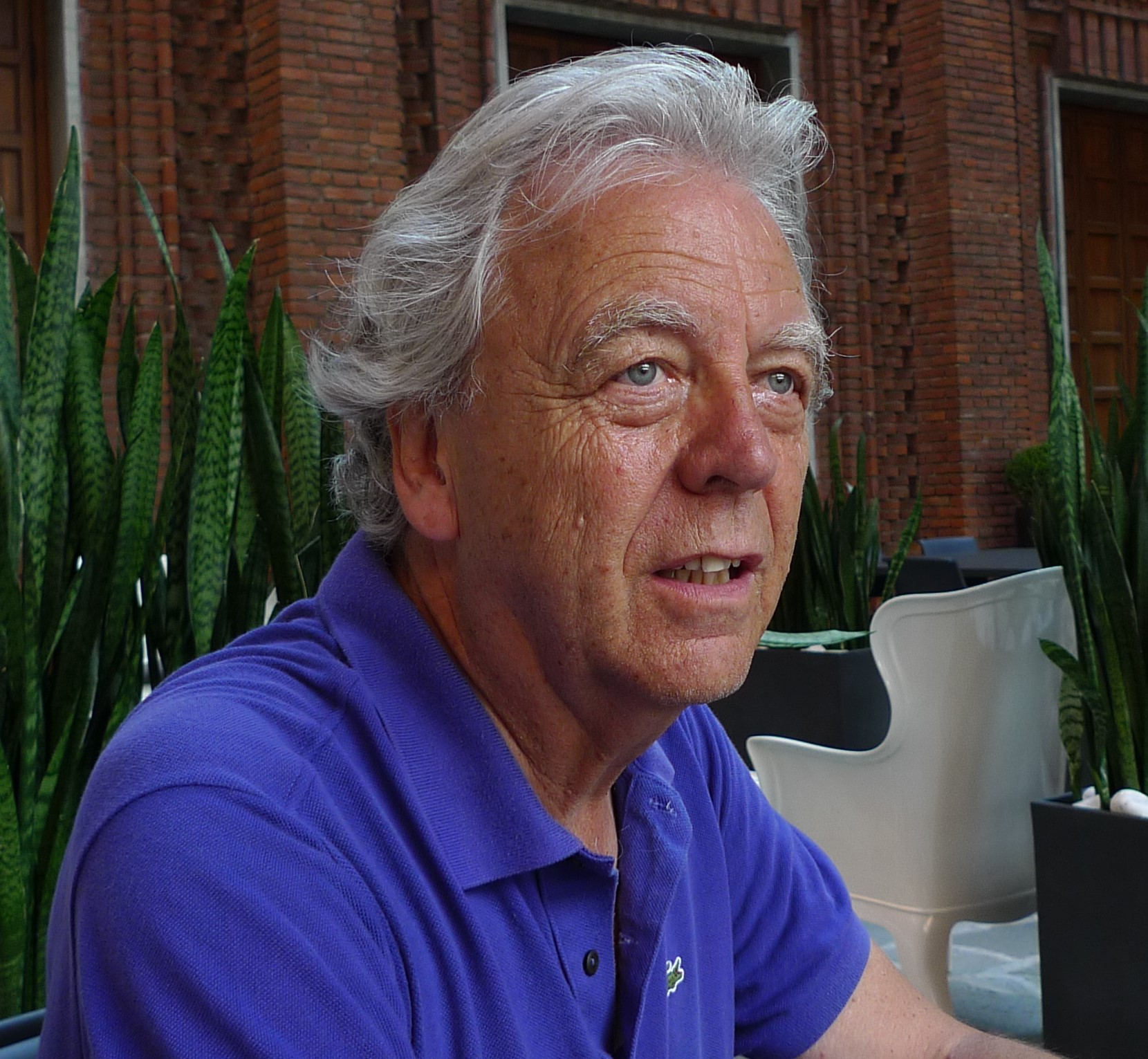
Luca Pfaff (2014)

Luca Pfaff (* 25. August 1944 in Olivone (Tessin)) ist ein Schweizer Dirigent.

## Ausbildung
Luca Pfaff studierte von 1969 bis 1971 Klavier und Komposition am Conservatorio Giuseppe Verdi in Mailand und widmete sich anschließend von 1971 bis 1974 Dirigierstudien bei Hans Swarowsky in Wien und bei Franco Ferrara in Venedig und Rom, sein Diplom erhielt er von der Accademia Nazionale di Santa Cecilia in Rom.
Von 1986 bis 1996 war er Chefdirigent des Orchestre Symphonique de Mulhouse und Dirigent an der Opéra du Rhin (Straßburg). Von 1990 bis 1994 war er Leiter des Ensembles Carme in Mailand, das eine intensive Konzerttätigkeit in Italien und ganz Österreich hatte.